# Třída U 158
Třída U 158 byla třída ponorek německé Kaiserliche Marine z období první světové války. Celkem byly rozestavěny dvě jednotky této třídy. Ani jedna nebyla dokončena.

## Stavba
Ponorky projektu 25 představovaly vylepšenou verzi třídy U 93. Zejména měly větší dosah. Celkem byly loděnicí Kaiserliche Werft Danzig v Danzigu rozestavěny dvě ponorky této třídy. Ani jedna nebyla dokončena.
Jednotky třídy U 158:
| Jméno | Loděnice                 | Založení kýlu | Spuštění na vodu | Vstup do služby | Osud                         |
| ----- | ------------------------ | ------------- | ---------------- | --------------- | ---------------------------- |
| U 158 | Kaiserliche Werft Danzig | 1917          | 16. dubna 1918   | –               | Stavba zrušena, sešrotována. |
| U 159 | Kaiserliche Werft Danzig | 1917          | 25. května 1918  | –               | Stavba zrušena, sešrotována. |

## Konstrukce
Ponorky měly dvoutrupou koncepci. Byly vyzbrojeny jedním 105mm kanónem a šesti 500mm torpédomety (čtyři příďové, dva záďové) se zásobou 12 torpéd. Pohonný systém tvořily dva diesely MAN o výkonu 2400 bhp a dva elektromotory o výkonu 1200 shp, pohánějící dva lodní šrouby. Nejvyšší rychlost dosahovala 16 uzlů na hladině a 9 uzlů pod hladinou. Dosah byl 12 370 námořních mil při rychlosti 8 uzlů na hladině a 55 námořních mil při rychlosti 5 uzlů pod hladinou. Operační hloubka ponoru dosahovala 50 metrů.